# Eshnunna

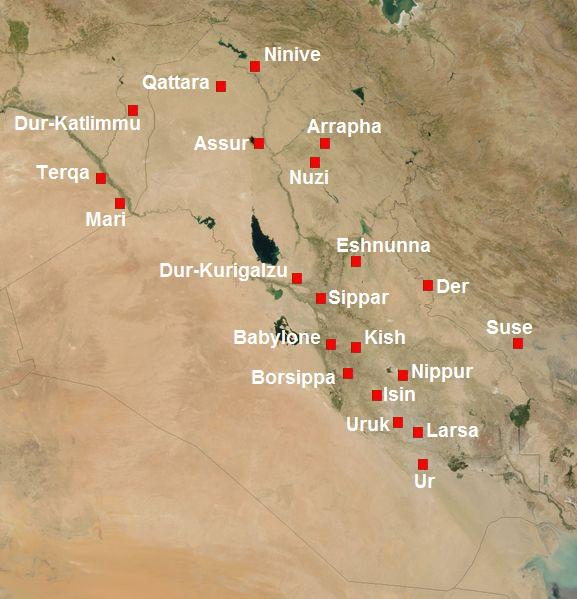
Mesopotamien 1000-talet f.Kr.

Eshnunna var en forntida stad i Mesopotamien i nuvarande Irak. Staden låg vid Diyala-floden och platsen kallas idag för Tell Asmar. Eshnunna låg nordöst om vad som egentligen klassas som Sumer men anses ha varit en Sumerisk stadsstat.
Eshnunna skall ha grundats runt 3000-talet f.Kr, och var en betydelsefull stadsstat under sumerisk tid och i övergångsperioden till gammal-babylonisk tid. Efter att riket erövrades av Akkaderna på 2300-talet f.Kr. kom det att variera mellan att tillhöra de imperium som uppstod i Sumer och självständighet. Eshnunna erövrades både av det nysumeriska riket och Isin-riket och efter Isins fall upplevde Eshnunna sin senit beträffade makt och inflytande. På tidigt 1700-tal f.Kr. erövrades Eshnunna av Elamiterna och Eshnunna var även en av de stater som allierade sig mot Babylon. Staden erövrades sedan av kung Hammurabi av Babylon omkring 1700 f.Kr. Därefter förföll staden och övergavs slutligen. Områdets betydelsefulla handel övertogs efter det gammal-babyloniska rikets fall av det hurritiska landet Arrapha.
Staden grävdes ut på 1930-talet under ledning av den amerikanska arkeologen Henri Frankfort.
Eshnunna kontrollerade handelsvägen utmed Diyala-floden från Tigris upp mot Zagros bergskedja och skall ha handlat med hästar, koppar, tenn och ädelstenar. Vid en utgrävning av en grav i staden påträffades ett smycke i Kopal från Zanzibar. Det har även påträffats en liten mängd stämplar och pärlor från Indusdalen. Efter Babyloniska rikets fall omnämns Eshnunna endast några få gånger i kilskrift vilket tyder på att staden under Babylon förlorat sin status som viktig handelsstad och börjat avfolkats.